# Vardis
I Vardis sono un gruppo heavy metal proveniente da Wakefield, scioltosi nel 1986 e riunitosi nel 2014. Essendosi formati nel 1974, prima che accorciassero il loro nome nel 1977, furono tra i pionieri dell'ondata NWOBHM.

## Formazione

### Formazione attuale
- Steve Zodiac – voce, chitarra
- Martin Connolly – basso, cori
- Joe Clancy – batteria

### Ex componenti
- Alan Selway – basso, cori
- Terry Horbury – basso, cori
- Gary Pearson – batteria

### Classica
- Steve Zodiac – voce, chitarra
- Alan Selway – basso, cori
- Gary Pearson – batteria

## Discografia

### Album in studio
- 1981 - The World's Insane
- 1982 - Quo Vardis
- 1986 - Vigilante
- 2016 - Red Eye

### EP
- 1979 - 100 M.P.H.
- 2015 - 200 M.P.H.

### Compilation
- 1981 - Metal Power (racchiude i primi due album: 100 M.P.H. + The World's Insane)
- 2014 - Vigilante (nemo me impune lacessit) (versione speciale del disco del 1986)

### Raccolte
- 1983 - The Lions Share
- 1997 - The Best of
- 2000 - The World's Gone Mad

### Singoli
- If I Were King (Castle, 1980)
- Let's Go (Logo, 1980)
- Too Many People (Logo, 1980)
- Silver Machine (Logo, 1981)
- All You'll Ever Need (Logo, 1981)
- Gary Glitter Part One / To Be With You (Logo, 1982) [double A-side single]
- Standing In The Road (Big Beat, 1984)